# Ludwig Knaus

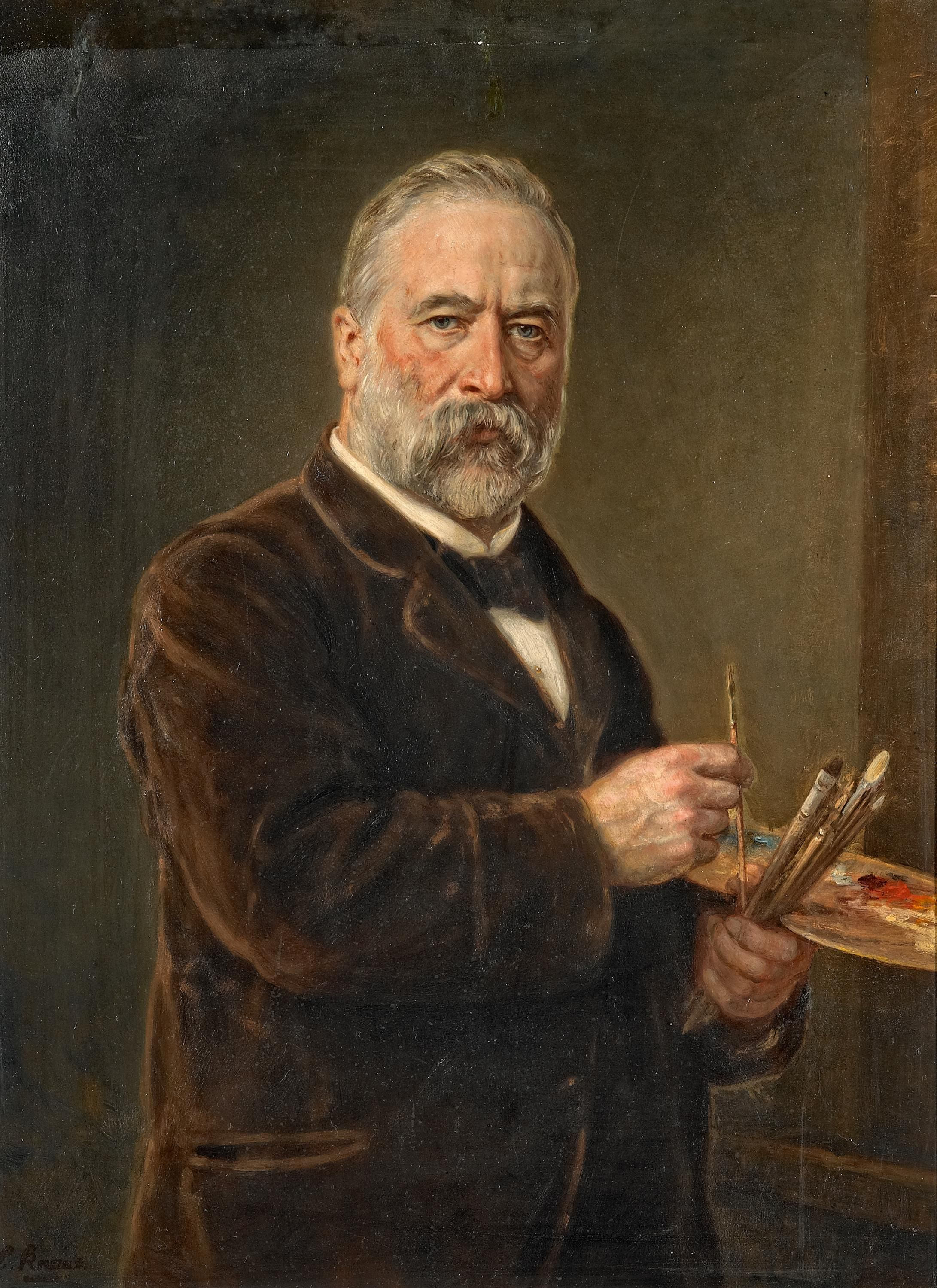
Ludwig Knaus: Selbstporträt mit Palette, 1890, Museum Wiesbaden

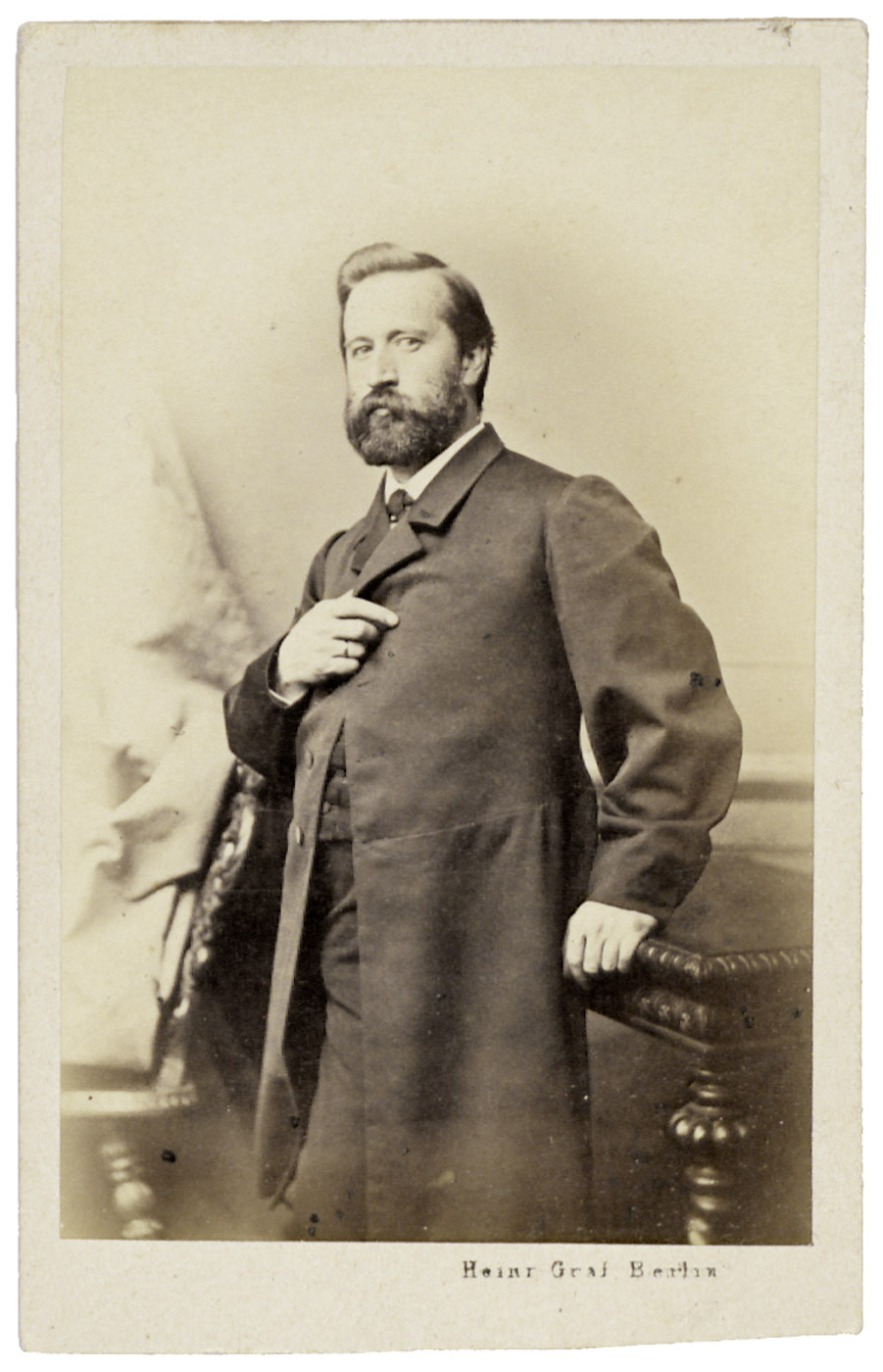
Ludwig Knaus, Foto um 1860

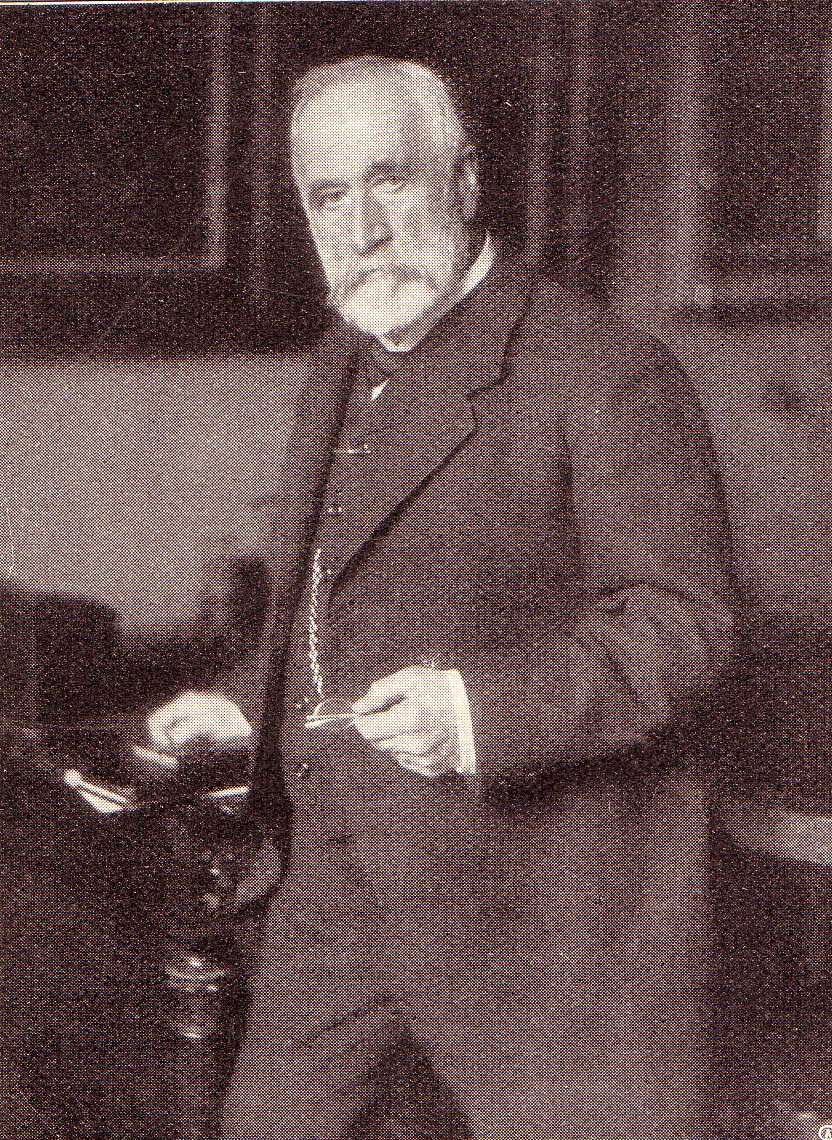
Foto 1909

Philipp Christian Ludwig Knaus (* 5. Oktober 1829 in Wiesbaden; † 7. Dezember 1910 in Berlin) war einer der erfolgreichsten und einflussreichsten Maler der zweiten Hälfte des 19. Jahrhunderts in Deutschland und ein Hauptvertreter der Düsseldorfer Malerschule. Frühe Berühmtheit erlangte er als Genremaler, ebenso als Porträtist. Darüber hinaus war sein Können auch in der Werbebranche gefragt.
Um 1900 hatte er als Maler einen so hohen Stellenwert erreicht, dass ihm das Große Konversations-Lexikon Meyers eineinhalb Spalten widmete und resümierte: „Die echt deutsche Richtung seiner Kunstanschauung gipfelt in der Schilderung des Kinderlebens […]. Seine Bilder haben durch Stich und Photographie eine große Popularität erreicht. Er ist Professor, Mitglied der Akademie, Ritter des Ordens pour le mérite und seit 1861 im Besitz der großen Medaille der Berliner Kunstausstellung.“
Obwohl Ludwig Knaus der erfolgreichste Wiesbadener Maler im 19. Jahrhundert war, musste man zu seinem 100. Todestag im Jahr 2010 in seiner Geburtsstadt resümieren: „Den bedeutendsten Wiesbadener Künstler hat die Kunstgeschichte nicht bewältigt. Auch er zählt hier zu den großen Toten.“

## Leben und Werk

### Künstlerische Anfänge

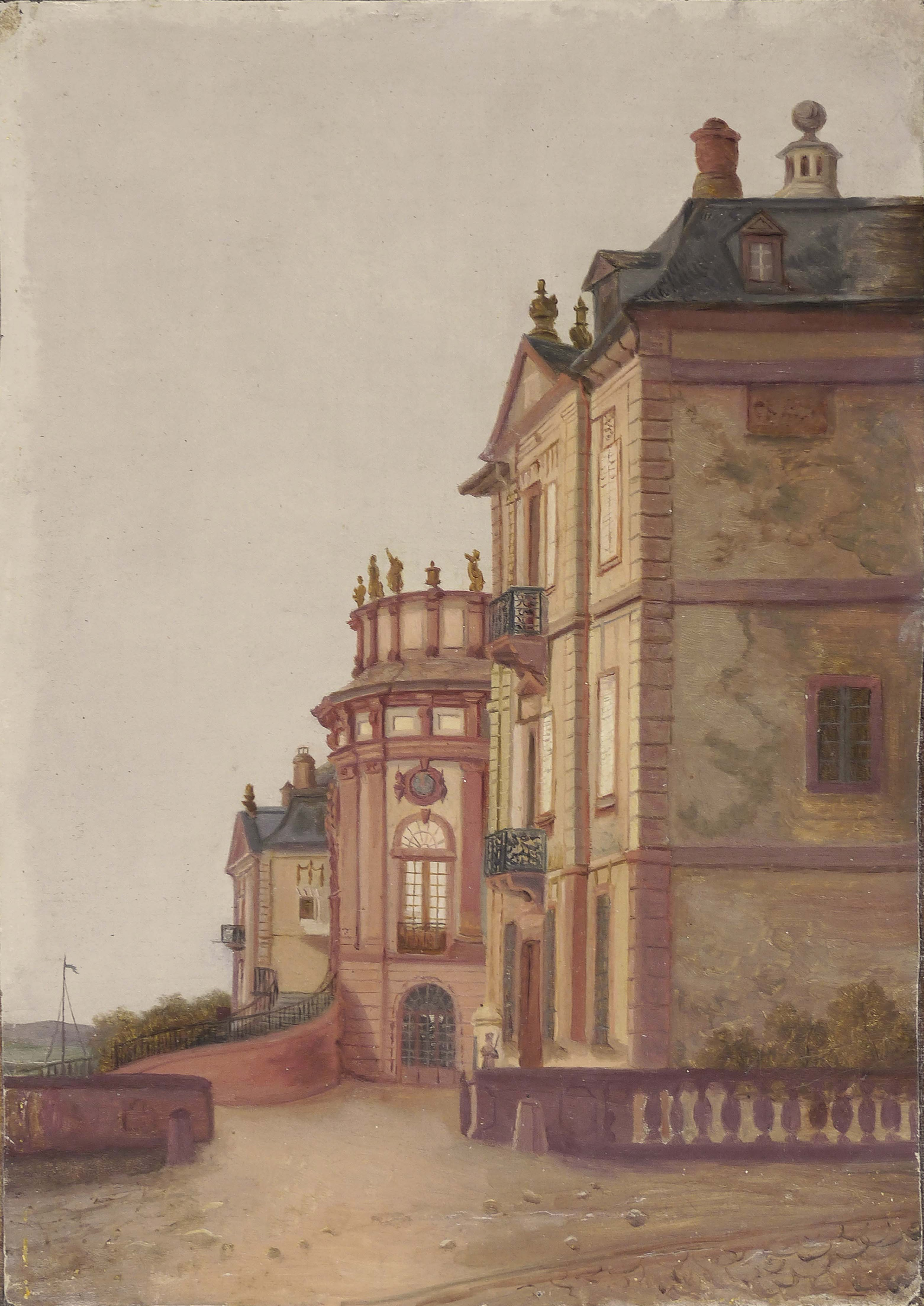
Ansicht des nassauischen Residenzschlosses Biebrich, Studienarbeit von Ludwig Knaus um das Jahr 1844, als dieser beim Hofmaler Otto Reinhold Jacobi tätig war

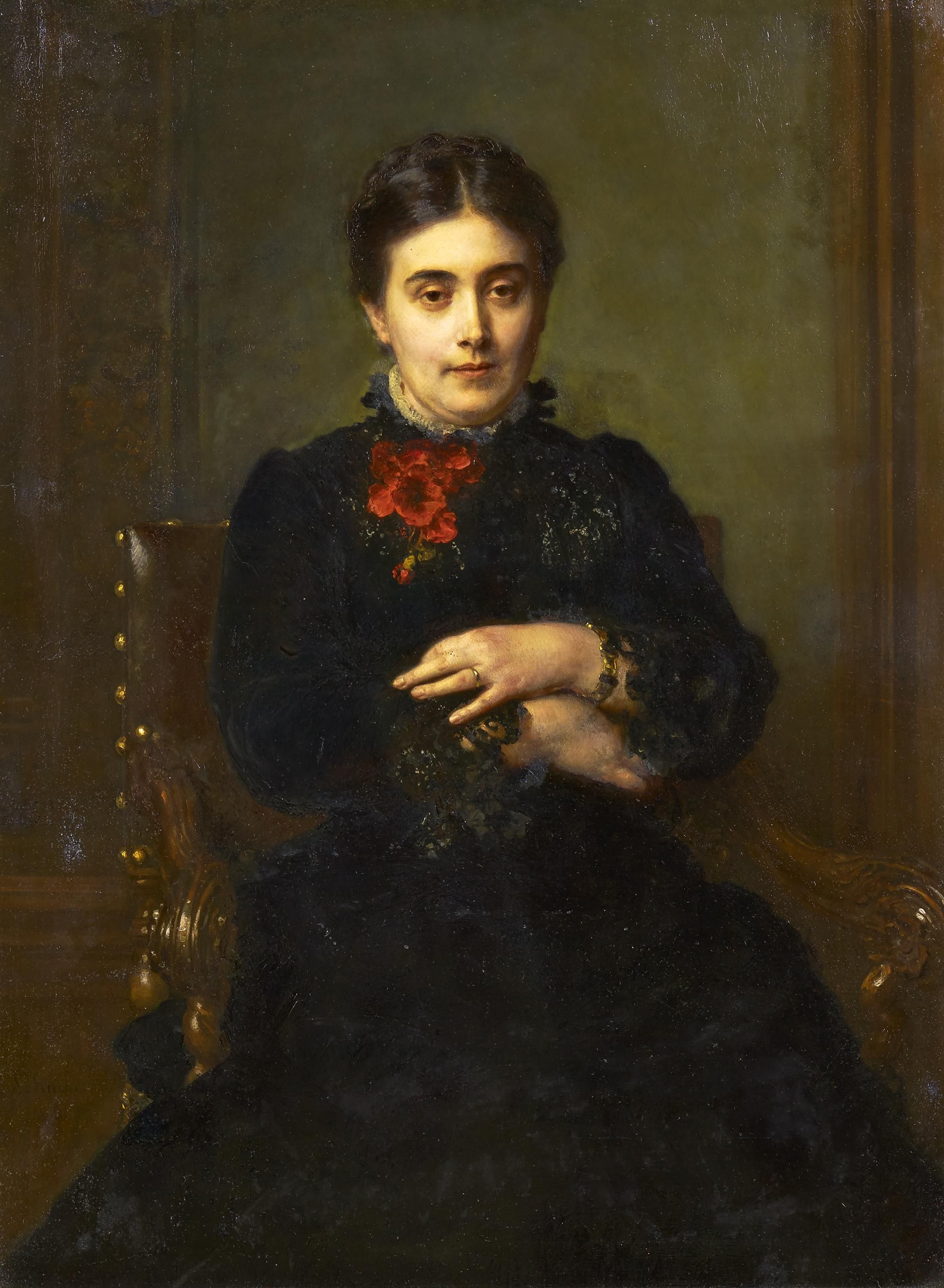
Bildnis der Gattin Henriette, geborene Hoffmann, 1864

Ludwig Knaus war der Sohn eines Augenoptikers, der aus dem schwäbischen Waiblingen nach Wiesbaden zugezogen war. Schon früh zeigte sich bei ihm der „Drang zum Abmalen.“ In der Schule wurde sein künstlerisches Talent von dem aus Weilburg stammenden Zeichenlehrer Philipp Jakob Albrecht (1779–1860) gefördert. Er brachte ihn auch zu dem herzoglichen Hofmaler Otto Reinhold Jacobi in die Lehre.

### Studium in Düsseldorf
1845 kam Knaus mit 16 Jahren an die Kunstakademie Düsseldorf und wurde dort gemeinsam mit Anselm Feuerbach Schüler von Karl Ferdinand Sohn und des Nazareners Wilhelm von Schadow. Bis 1852 lernte Knaus an der Akademie und fand früh zu seinem eigenen Stil. Im Gegensatz zu seinen Lehrern, die historische religiöse- und mythologische Themen pflegten, fand Knaus seine Sujets mehr in der Genremalerei, wie z. B. Der Bauerntanz (1850), Die Falschspieler (1851) oder Der Bienenvater (1851) belegen. Von der von Schadow vertretenen idealistischen Lehre hob Knaus sein Wirklichkeitssinn ab. Von der Genremalerei der Düsseldorfer Schule übernahm er den bühnenähnlichen Bildaufbau mit schematischer Tiefengliederung sowie das erzählerische Element. Er entwickelte es weiter zu einer differenzierten psychologischen Schilderung der Figuren. Innerhalb der Düsseldorfer Genremalerei zeigt das Gemälde Die Falschspieler erstmals den sogenannten Galerieton, den bewusst historisierenden Rückgriff auf die Maltradition der Niederländer des 17. Jahrhunderts, der auch von den Zeitgenossen als eine Art Zitat verstanden wurde.

### Freischaffend in Düsseldorf
Wegen Auseinandersetzungen mit Schadow verließ er 1848 die Akademie. Gemeinsam mit den Brüdern Andreas und Oswald Achenbach, Joseph Fay, Benjamin Vautier u. a. gründete er den Künstlerverein Malkasten, der ihn 1898 zum Ehrenmitglied auszeichnete, und verdiente sein Auskommen in Düsseldorf als Porträtist. Für das Schuljahr 1848 vermerkten die Schülerlisten der Düsseldorfer Akademie: „Hat seit ein paar Monaten Düsseldorf verlassen und war, wie so viele, von dem politischen Treiben angesteckt.“

### Studien in Willingshausen und im Hotzenwald
Im Sommer 1849 war Knaus – Anregungen von Jakob Becker und Jakob Fürchtegott Dielmann folgend – erstmals zu ethnographischen Studien mit seinem Freund Adolf Schreyer in Willingshausen in der Schwalm. In folgenden Jahren entstanden dort die Hauptwerke Das Leichenbegängnis in einem hessischen Dorf (1871), Die Geschwister (1872) oder Die Beratung der Haunsteiner Bauern (1873).
Im südlichen Schwarzwald, im Hotzenwald betrieb er Figurenstudien 1850 und interessierte sich insbesondere für die dortige ländliche Tracht. 1851 wurde er von Hermann Steinfurth porträtiert. Das Gemälde vermachte Hermann Steinfurth 1880 der Hamburger Kunsthalle.

### 17 Jahre in Paris und auf Reisen

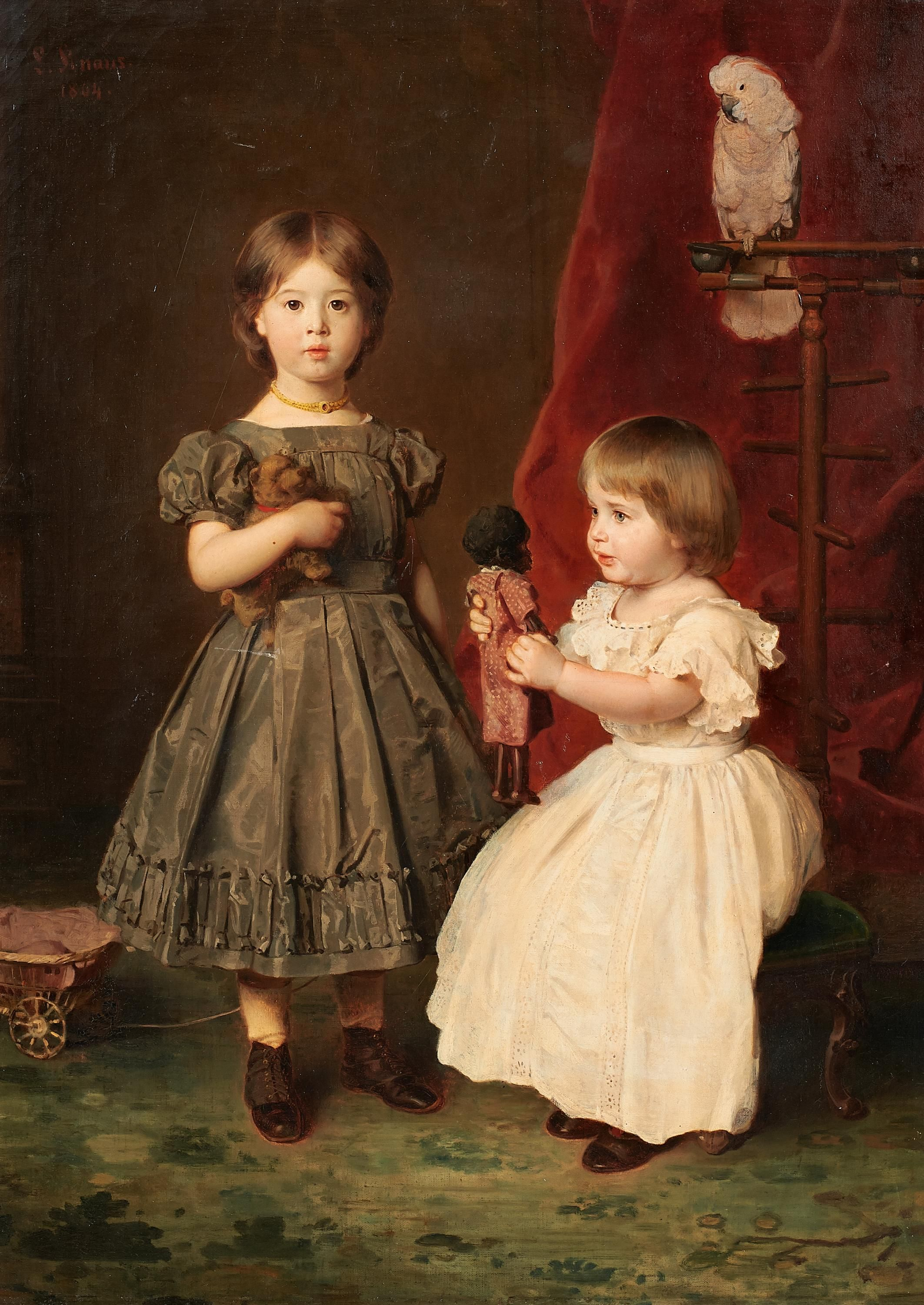
Doppelporträt der Töchter Marie und Hedwig Knaus (1862–1873), 1864

1852 besuchte Knaus den Kunstsammler Barthold Suermondt in Aachen. Im November reiste er nach Paris, in die damalige Kulturhauptstadt Europas.
Dort verkehrte er u. a. mit Franz Xaver Winterhalter und Anselm Feuerbach.
Im Salon der großen Frühjahrsausstellung erhielt er 1853 für sein Gemälde Der Morgen nach dem Fest, das von der Pariser Kunstkritik gefeiert wurde, eine goldene Medaille. Von Paris aus besuchte Knaus im April und Mai Barbizon und Fontainebleau, um Landschaftsstudien zu zeichnen. Im Juni reiste er über Brüssel, Antwerpen, Gent, Brügge, Ostende nach Düsseldorf und Wiesbaden.
Im Januar 1854 kehrte Knaus nach Paris zurück. Im November 1855 wurde ihm die dortige Weltausstellung zu einem Höhepunkt seiner Karriere, die er mit verschiedenen Gemälden beschickte. Für sein Bild Zigeuner im Wald wurde ihm eine Medaille 1. Klasse verliehen. Im Dezember war er wieder in Wiesbaden.
Im Mai 1856 reiste Knaus nach England, wo er den Kristallpalast, Museen und Ausstellungen in London besuchte. Im Juni war Knaus wieder in Deutschland, reiste über Düsseldorf nach Dresden, Böhmen und Stuttgart. Im Oktober fuhr er von Wiesbaden aus wieder nach Paris.
1857 hielt er sich in Fontainebleau auf, um anschließend mit Suermondt nach England zu reisen.
Im Oktober 1857 reiste Knaus nach Italien. Die Stationen waren u. a. Venedig, Padua, Turin, Genua und Rom. Im Dezember machte er einen Ausflug in die Sabiner Berge.
In Italien, weit entfernt von seiner Heimat, entdeckte Knaus, dass ihm „das interessante gemütliche deutsche Genre weit besser zusagt“ als das italienische „Volksleben“.
Im April 1858 reiste Knaus über Terracina, Capua nach Neapel, um im Juni in Wiesbaden anzukommen.

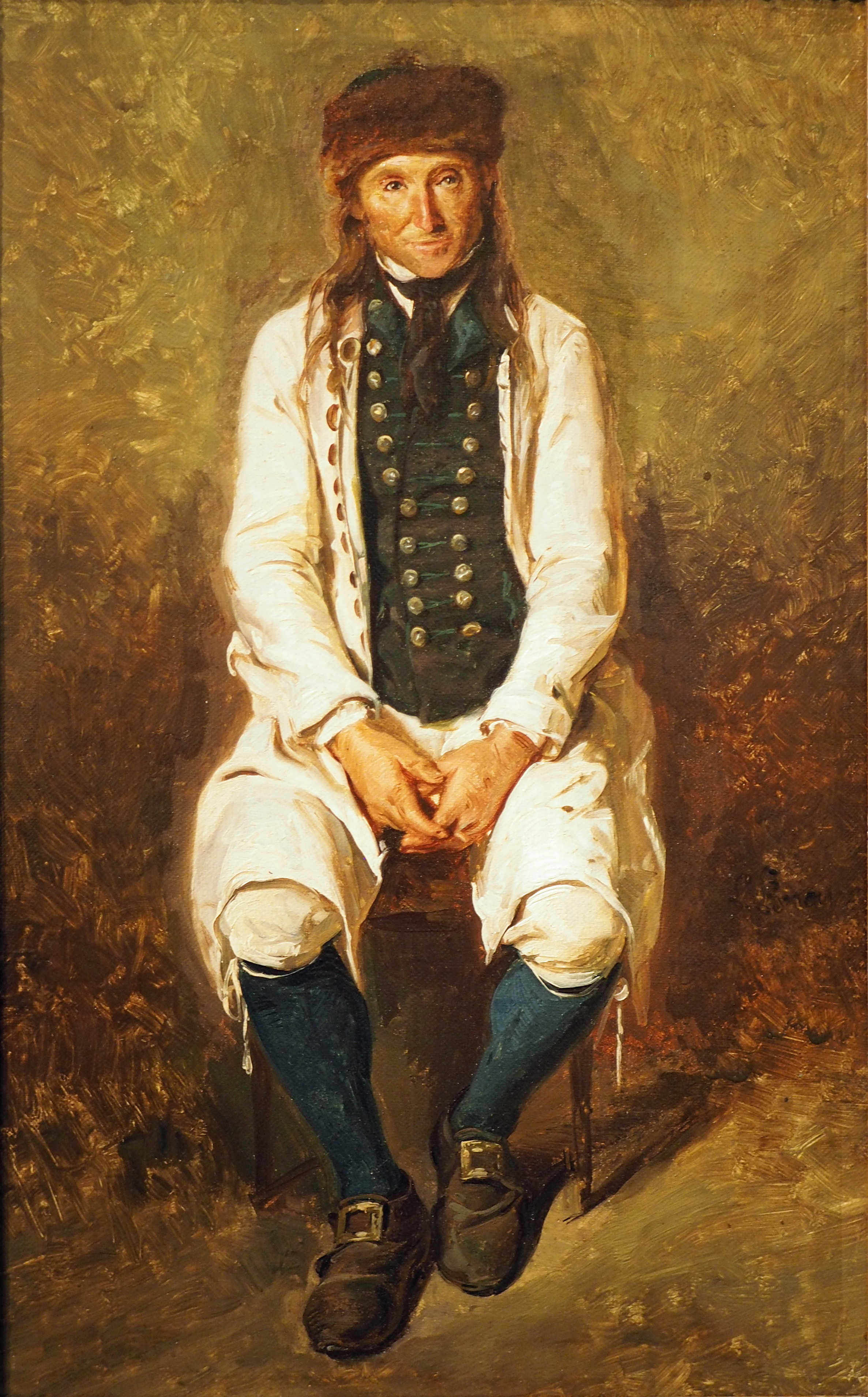
Bauer in hessischer Tracht, 1848/1852

Im Juli hielt er sich wieder in Willingshausen auf. Ende September kehrte er nach Paris zurück, wo er von Winterhalter das Atelier übernahm. Als eines der wichtigsten Werke, das er im September in Willingshausen begonnen hatte zu malen, ist Die goldene Hochzeit anzusehen.
1859 war Knaus ab Januar bis Oktober in Deutschland, England und Belgien auf Reisen. Im Oktober heiratete er Henriette Hoffmann, die Tochter des Besitzers des „Europäischen Hofes“ in Wiesbaden. Anschließend fuhr er wieder nach Paris. In der Pariser Zeit entwickelte Knaus seinen Malstil durch einen neuen Kolorismus fort.

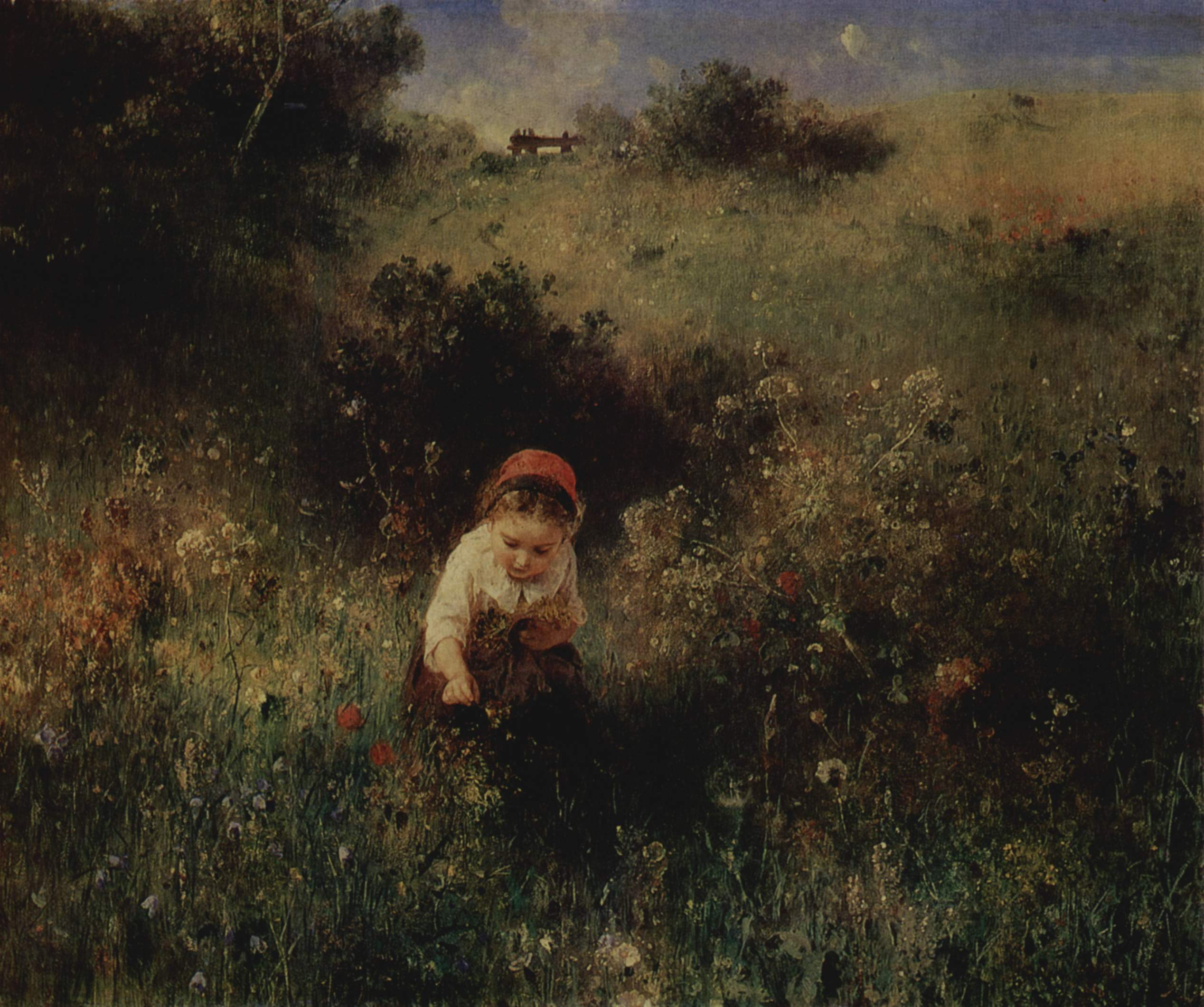
Ein Mädchen auf dem Feld

### Zurück in Deutschland

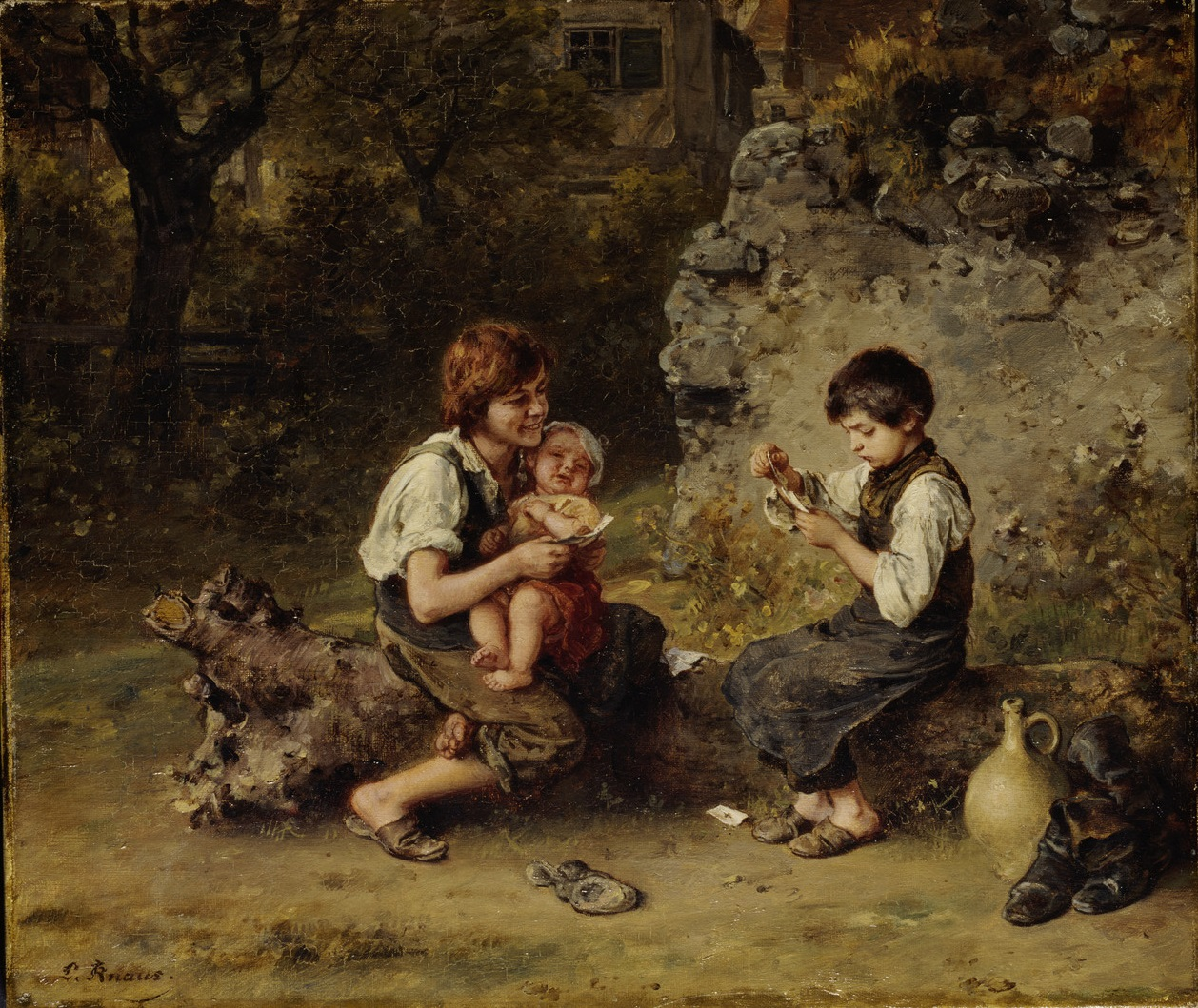
Kartenspielende Schusterjungen, 1861

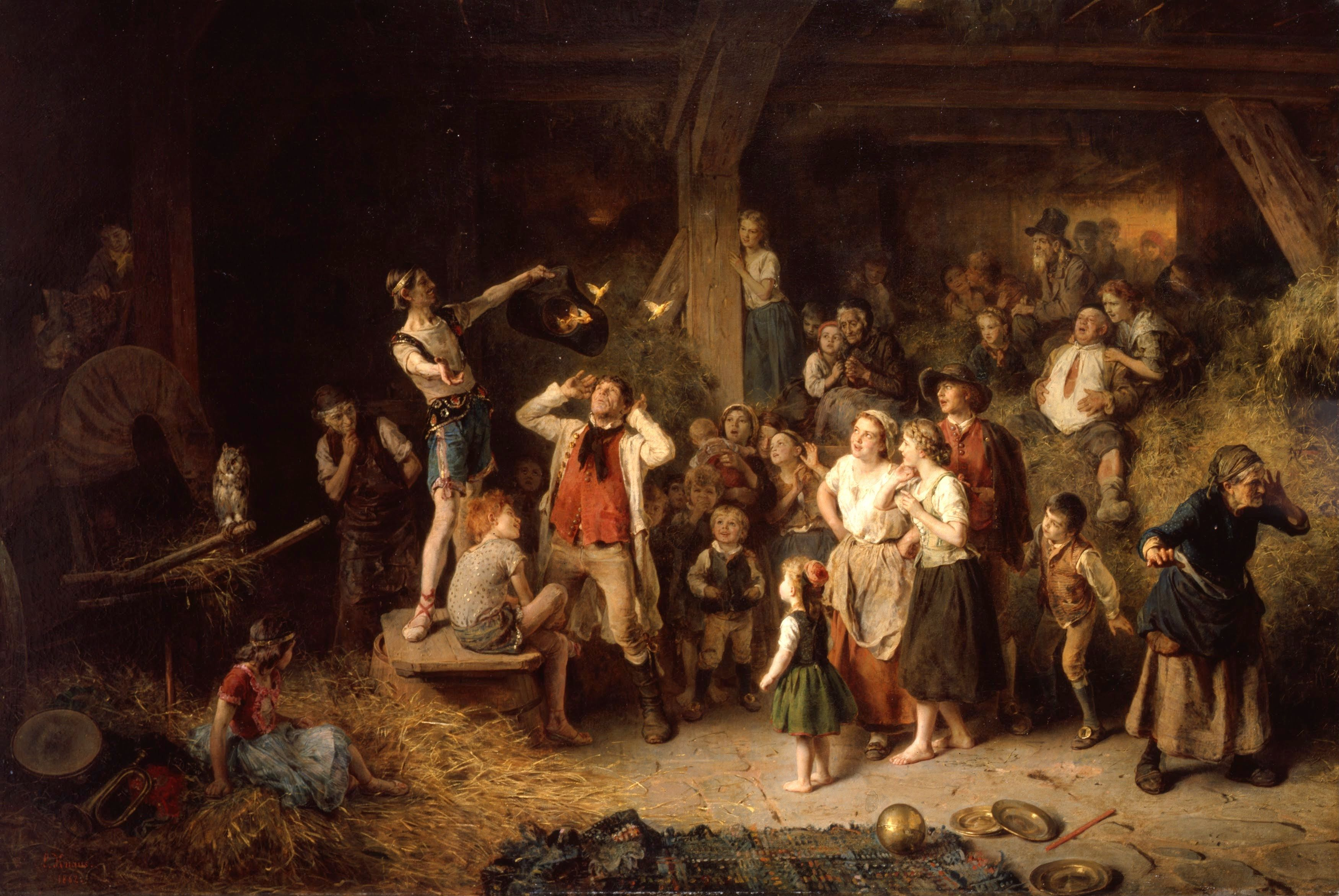
Der Taschenspieler in der Scheune, 1862

Im Juni 1860 kehrte Knaus endgültig nach Deutschland zurück, wo er sich in seiner Heimatstadt Wiesbaden auf dem Geisberg ein Atelier bauen ließ.
Im Herbst 1861 übersiedelte er nach Berlin. In den darauffolgenden Jahren hielt er sich verschiedentlich wieder in Wiesbaden, Willingshausen und dem Schwarzwald auf.
Im Juni 1867 reiste er zur Weltausstellung nach Paris, wo seine Gemälde Hoheit auf Reisen, Invalide beim Weißbier und Kartenspielende Schusterjungen im Beisein des Hofes von Napoleon III. mit dem Ehrenpreis der Großen Goldenen Medaille und dem Offizierskreuz der Ehrenlegion ausgezeichnet wurden.

### Zwischenstation in Düsseldorf

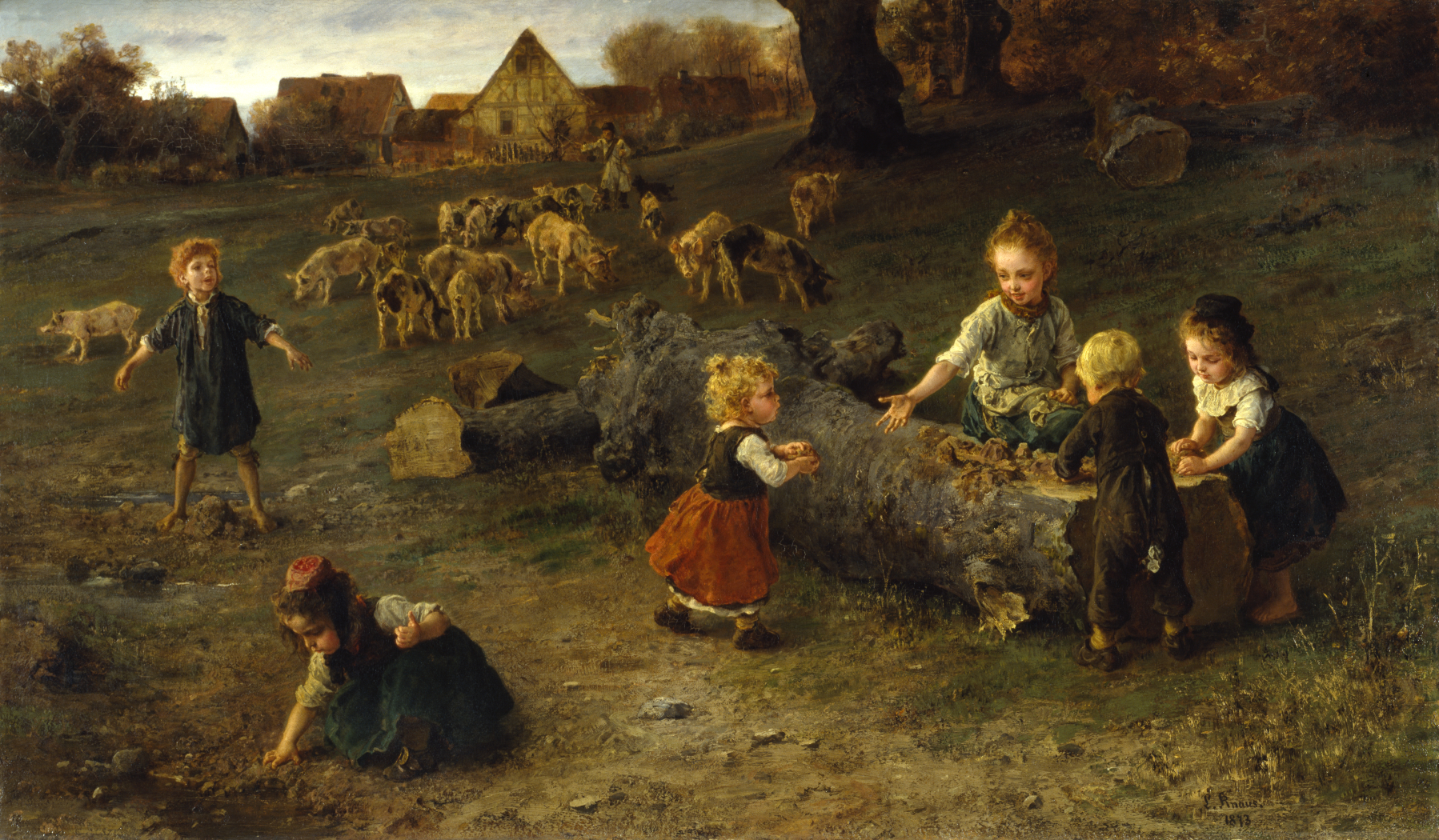
Lehmkuchen (1873)

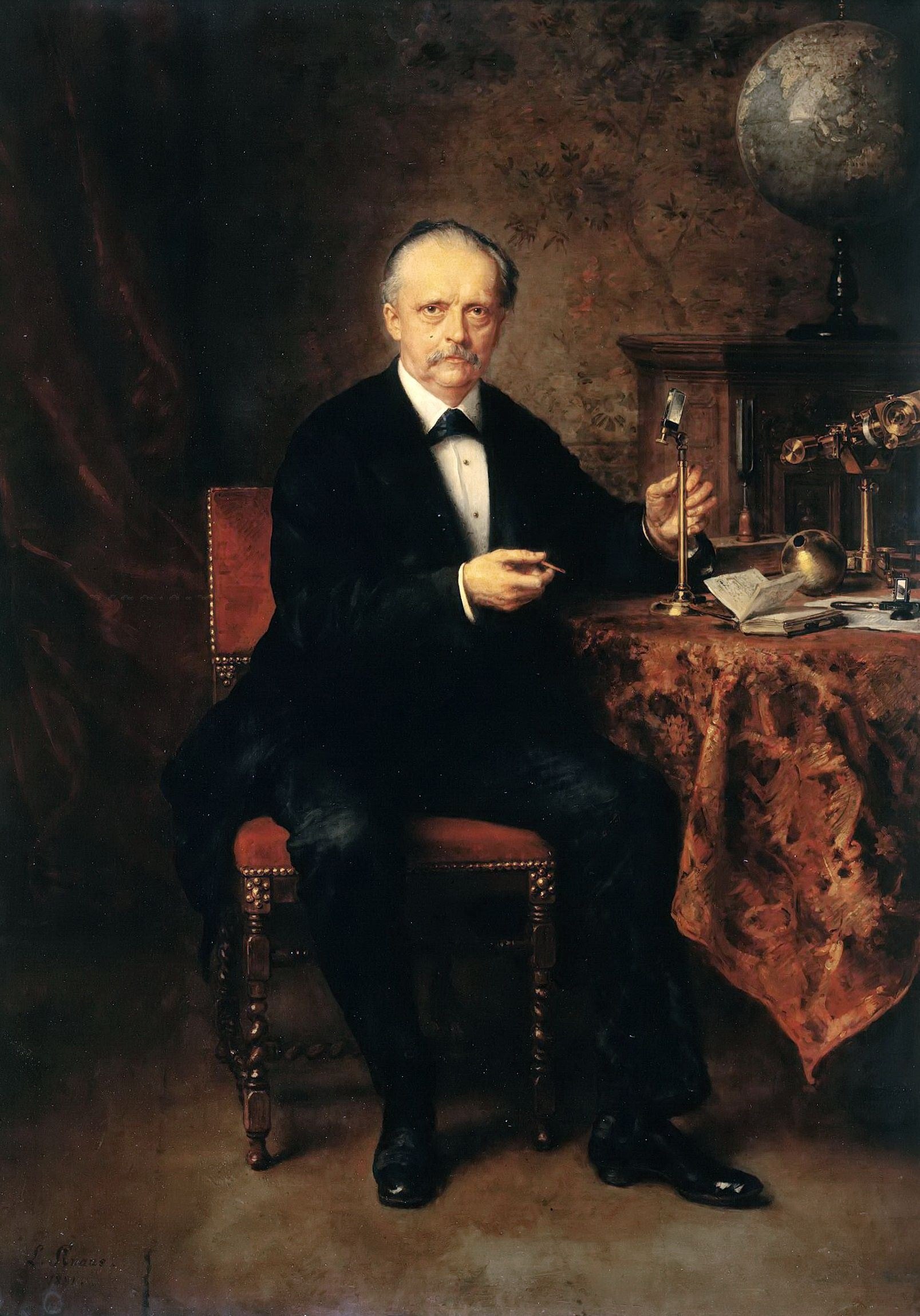
Porträt Hermann von Helmholtz (1881)

Im Spätherbst 1867 übersiedelte Knaus nach Düsseldorf-Pempelfort, wo er sich in der Duisburger Straße 138 ein Haus bauen ließ. Dort stand er im regen Austausch mit Schülern, etwa Mihály von Munkácsy, und mit seinen Kollegen von der Kunstakademie. Im Juli 1873 verstarb seine elf Jahre alte Tochter Hedwig. Sie wurde auf dem Golzheimer Friedhof beigesetzt (Grabstein auf dem Golzheimer Friedhof).

### Endgültige Bleibe in Berlin
Als Knaus 1874 zum „königlich preußischen Professor“ ernannt und an die Akademie der schönen Künste berufen wurde, nahm er in der Reichshauptstadt seinen ständigen Wohnsitz. In Berlin betraute man ihn mit der Leitung eines Meisterateliers. Dort war u. a. Knut Ekvall sein Schüler. 1879 zog er mit Familie in das neuerbaute Haus in der Hildebrandstraße 17.

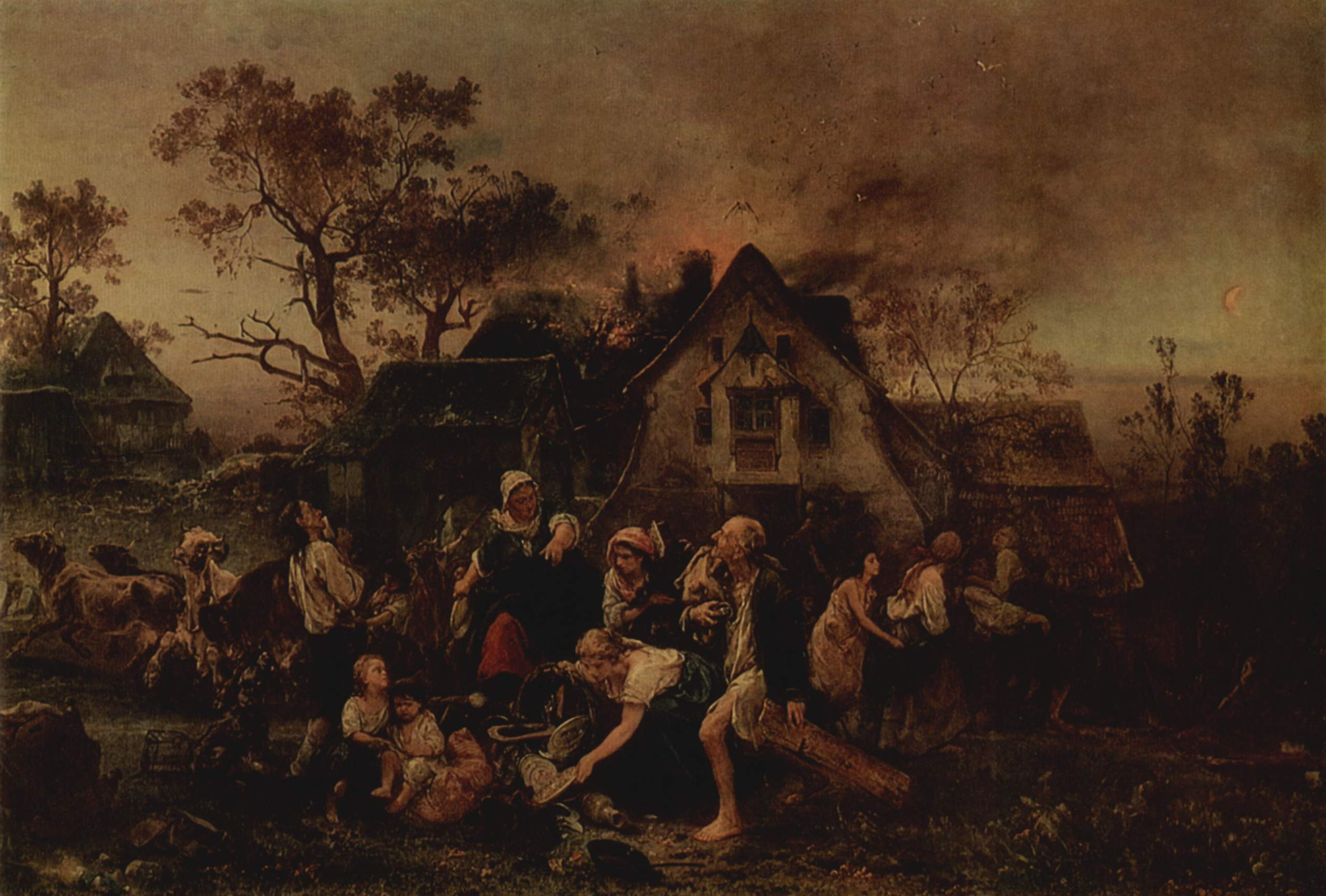
Feuer im Dorf (Die Feuersbrunst)

Als Porträtist war Knaus mittlerweile so begehrt, dass ihn die Nationalgalerie Berlin beauftragte, Bildnisse des Historikers Theodor Mommsen und des Physikers Hermann von Helmholtz zu malen.
Ihn selbst ehrte die Nationalgalerie, indem sie eine von dem Bildhauer Otto Lessing geschaffene marmorne Porträthalbfigur ankaufte, die jedoch im Zweiten Weltkrieg vernichtet wurde.
Von Berlin aus besuchte Knaus in den nächsten Jahren noch drei Mal Willingshausen. Außerdem führten ihn Reisen ins Ausland, 1884 nach London, 1885 nach Wien und Budapest, 1889 nach Paris, 1898 nach Rom und 1909 ein letztes Mal nach Paris. Zu Ehren des siebzigsten
Geburtstages Ludwig Knaus’ veranstaltete die Kunsthandlung von Bismeyer & Kraus in Düsseldorf eine kleine Ausstellung. Darunter waren Künstlerbildnisse aus der Sammlung des Künstlervereins Malkasten sowie sein Bildnis im Alter von etwa dreiundzwanzig Jahren, gemalt von Julius Roeting, aus der kurzen gemeinsamen Zeit in Paris.
Ludwig Knaus starb am 7. Dezember 1910 in Berlin und wurde auf dem Friedhof Dahlem beigesetzt.

Ismael Gentz: Erinnerungsblatt zur Trauerfeier für Ludwig Knaus: Präsident Karl von Großheim hält am 10. Dezember 1910 in der Preußischen Akademie der Künste Berlin den Nachruf, 1911, handkolorierte Lithographie (?), Privatsammlung Wiesbaden.

## Ehrungen
- 1867: Bayerischer Maximiliansorden für Wissenschaft und Kunst
- 1873: Orden Pour le mérite für Wissenschaft und Künste
- 1898: Ehrenmitglied Künstlerverein Malkasten
- 1904: Mitglied der Académie des Beaux-Arts in Paris
- Ehrenmitglied des Senats der Preußischen Akademie der Künste in Berlin

## Werke

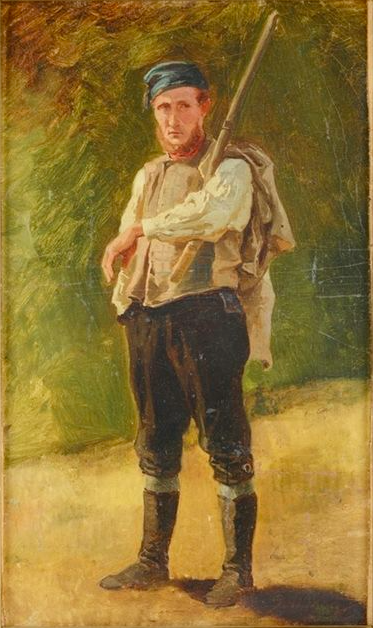
Hopfenbauer (1895)

- Infantin Margarita Kopie nach dem Gemälde Las Meninas von Diego Velázquez, Öl/Lw, um 1853/1860, 68 × 58 cm, Privatbesitz (Boekels 1999, S. 260)
- Le Matin, après la fête de Village / Der Morgen nach dem Fest. 1853, Öl/Lw, 108 × 139 cm, Moskau, Staatliches Puschkin-Museum für Bildende Künste
- Der Morgen nach dem Fest [ausgeführte Zeichnung nach dem gleichnamigen Gemälde], 1853, schwarze Kreide und Bleistift, laviert, Deckweißhöhungen, auf weißem Papier, auf Karton aufgezogen, 52,5 × 66 cm, Privatbesitz (ebd., S. 316 und S. 485, Nr. 123)
- Harlekin (1847)
- Der Bauerntanz (1850)
- Barthold Suermondt, (um 1850), Suermondt-Ludwig-Museum in Aachen[18]
- Die Spieler (1851)
- Der Bienenvater (1851)
- Alter schützt vor Torheit nicht (1851)
- Das Leichenbegängnis im Wald, dem ein Verbrecher begegnet (1852)
- Die Gräfin Helfenstein bittet um Schonung ihres Gatten (1852)
- Der Taschendieb auf dem Jahrmarkt (1852)
- Die Promenade (1855)
- Die goldene Hochzeit (1858)
- Die Taufe (1859)
- Kartenspielende Schusterjungen (1861)
- Schusterjunge als Kindermädchen (1861)
- Die Damebrettspieler (1862), Bildnisse von dem Vater und Schwiegervater des Künstlers
- David Hansemann, Porträt
- Der Auszug zum Tanz
- Die Wochenstube
- Der Taschenspieler in der Scheune (1862)
- Durchlaucht auf Reisen
- Der Leiermann
- Das Kinderfest (1869)
- Familienbildnis Strousberg (1870)
- Das Leichenbegängnis in einem hessischen Dorf (1871)
- Das Gänsemädchen (1872)
- In tausend Ängsten (1872)
- Die Geschwister (1872)
- Die Beratung der Hauensteiner Bauern (1873)
- Die heilige Familie (1876)
- Auf schlechten Wegen (1876)
- Das widerspenstige Modell (1877)
- Salomonische Weisheit (1878)
- Hinter den Kulissen (1880)
- Die Bacchantin (1886)
- Das gehetzte Wild (1886)
- Ein Försterheim (1886)
- Die Naschkatze (1897)

### Illustrationen (Auswahl)
Digitalisierte Ausgabe der Universitäts- und Landesbibliothek Düsseldorf:
- In: Aquarelle Düsseldorfer Künstler: den kunstsinnigen Damen gewidmet. – Düsseldorf: Arnz, 1861. Englische Ausgabe: Aquarels of Düsseldorf artists. – Düsseldorf: Arnz, 1852. (Digitalisierte deutsche Ausgabe, digitalisierte englische Ausgabe)
- In: Howitt, Mary Botham. The Dusseldorf artist’s album. – Dusseldorf: Arnz, 1854. Digitalisierte Ausgabe
- In: Stieler, K./Wachenhusen, H./Hackländer, F. W.: Rheinfahrt: Von den Quellen des Rheins bis zum Meere. – Stuttgart: Kröner, 1875. Digitalisierte Ausgabe

## Ausstellungen (Auswahl)
- 1979: Ludwig Knaus, 1829–1910, Museum Wiesbaden
- 2014: Ludwig Knaus, Museum Wiesbaden, Wiesbaden.[19]
- 2020: Ludwig Knaus – Homecoming, Museum Wiesbaden